# Перламутровые иконы
Перламутровые иконы — резные иконы, изготовленные из перламутра. Основным центром производства таких икон была Палестина.

## История
Точное время начала производства икон из перламутра не известно, однако в музейных собраниях есть перламутровые иконы, датируемые XVIII веком. В литературе упоминаются иконы, изготовленные и в XVII веке.
Самые ранние описания промысла про производству икон из перламутра относятся к 1820-м годам. Свидетели производства таких икон отмечали, что изделия производились без предварительного рисунка, при этом иконы изготавливались в различных техниках: инкрустации, гравировке, высокорельефной и сквозной резьбе (наиболее сложных).